# Luca Zuffi
Luca Zuffi (Winterthur, 1990. március 27. –) svájci válogatott labdarúgó, a Sion középpályása.

## Pályafutása

### Winterthur
Luca Zuffi édesapja, Dario Zuffi is profi labdarúgó volt. Luca az FC Oberwilben kezdett focizni, mivel apja akkor az FC Basel játékosa volt. 1998 nyarán Dario Zuffi visszatért a Winterthurhoz, és mivel a család is hazaköltözött vele, Luca is itt folytatta pályafutását. Az első csapatban a 2006-2007-es szezonban mutatkozott be, a következő idényben pedig rendszeres játéklehetőséget kapott, tizennyolc bajnokin négy gólt ért el.

### Thun
A 2012-13-as Super League szezon elején a Winterthur kölcsönadta az FC Thunnak. Huszonhat bajnokin lépett pályára és bemutatkozhatott a Európa-ligában is. Zuffi mind a hat csoportmérkőzésen pályára lépett, a Thun pedig végleg megvásárolta a játékjogát. 

### Basel
A 2014-15-ös szezon kezdete előtt az FC Basel bejelentette, hogy három évre szóló szerződést kötött Zuffival. 2014. július 19-én, egy Aarau elleni 2-1-re megnyert bajnokin mutatkozott be új csapatában. Első gólját 2014. augusztus 9-én szerezte meg a Zürich elleni 4-1-es hazai győzelem alkalmával.
A 2014-15-ös szezon Paulo Sousa irányításával Zuffinak is és a Baselnek is sikeresen végződött. A bajnoki címet sorozatban hatodszor hódította el a csapat és kupadöntőt játszhattak a Sion ellen, igaz ott 0-3-ra kikaptak, sorozatban harmadik kupadöntőjüket elveszítve. A Bajnokok Ligájában továbbjutottak a csoportkörből, a nyolcaddöntőben az FC Porto ejtette ki őket, miközben 2014. december 9-én 1-1-es döntetlent értek el a Liverpool ellen az Anfield Roadon. Zuffi a szezonban huszonkilenc bajnokin, három kupamérkőzésen és hét nemzetközi kupamérkőzésen lépett pályára és hét gólt szerzett.
A következő szezonban Urs Fischer lett a Basel új vezetőedzője, akivel Zuffi együtt játszott a Thunban. Ezúttal az Európa-ligában jutottak el a kieséses szakaszig, Zuffi 2016. február 25-én a St. Jakob-Parkban duplázott a francia AS Saint-Étienne ellen 2-1-re megnyert hazai találkozón. Az ezt követő két bajnoki címet is megszerezték, így Zuffi sorozatban harmadszor, klubja nyolcadszor, összességében huszadik alkalommal lett svájci bajnok. A 2016-17-es Super League szezon végén sikerült elhódítani a kupát is.

## Sikerei, díjai
Basel
- Svájci bajnok: 2014–15, 2015–16, 2016–17
- Svájci kupagyőztes: 2016–17[11]
- Svájci Kupa döntős: 2014–15

## Külső hivatkozások
- Profilja a Svájci bajnokság honlapján Archiválva 2017. november 7-i dátummal a Wayback Machine-ben
- Luca Zuffi adatlapja a Soccerway oldalon (angolul)